# 가나 태권도 연맹
가나 태권도 연맹(영어: Ghana Taekwondo Federation, GTF)은 가나의 태권도 종목 행정을 총괄하는 스포츠 행정 기구이다. 가나에서 가장 큰 태권도 단체이며 가나 올림픽 위원회의 가맹 단체이다. 원래는 '가나 태권도 협회'라고 불렸었다.
가나 태권도 연맹은 2017 세계 태권도 오픈 챔피언십을 조직했다.

## 참고 문헌
- “가나 태권도 연맹”. 세계 태권도 연맹.